# Новоградениця
Новоградени́ця — село в Україні, у Роздільнянській міській громаді Роздільнянського району Одеської області. Населення становить 30 осіб. Належить до Виноградарського старостинського округу.

## Історія
Під час Голодомору в Україні 1932—1933 років в селі загинуло 4 людини:
- Калин Іван Михайлович
- Каневець Семен Єфремович
- Сошина Марія Павлівна
- Терентєва Ганна Федорівна[3].

Станом на 1 вересня 1946 року хутір Ново-Градениця був частиною Виноградарської сільської ради, яка була у складі Біляївського району.
У 1965 році село у складі Виноградарської сільради перейшло в підпорядкування від Біляївського до Роздільнянського району.
У результаті адміністративно-територіальної реформи село ввійшло до складу Роздільнянської міської територіальної громади та після місцевих виборів у жовтні 2020 року було підпорядковане Роздільнянській міській раді. До того село входило до складу ліквідованої Виноградарської сільради.

## Населення
Згідно з переписом УРСР 1989 року чисельність наявного населення села становила 41 особа, з яких 18 чоловіків та 23 жінки.
За переписом населення України 2001 року в селі мешкала 41 особа.
2010 — 43;
2011 — 43.

### Мова
Розподіл населення за рідною мовою за даними перепису 2001 року:
| Мова       | Відсоток |
| ---------- | -------- |
| українська | 60,98 %  |
| російська  | 39,02 %  |